# 篠崎弘嗣
篠崎 弘嗣（しのざき ひろつぐ、本名、篠崎 庄次郎（しのざき しょうじろう）、1902年1月22日 - 1966年8月21日）は、福岡県生まれのヴァイオリニスト、ヴァイオリン教師である。

## 人物
昭和5年（1930年）、国立音楽学校卒業。卒業後もアウグスト・ユンケル（August Junker）の指導を受け、同年に初のリサイタルを開いた。母校で教えるとともに、昭和6年（1931年）に日本初のバイオリン早教育研究会を創設、また自由学園、東邦音楽学校などでも後進指導に当たった。音楽コンクール審査員を務め、戦後は武蔵野音楽大学、桐朋学園大学で教えた。
現代日本の音楽界にとって重要な位置を担う有名音楽家篠崎三姉弟、長女・功子（ヴァイオリニスト）、次女・史子（ハーピスト）、長男・正嗣（ヴァイオリニスト、二胡奏者、作編曲家）の父である。孫には篠崎和子（ハーピスト）、篠崎央彡（チェリスト、作編曲家）がいる。
「ヴァイオリン早教育」としてヴァイオリンの早期教育の重要性を唱えていた。東京高等音楽学院（現国立音楽大学）の教授を務めていた。著書として、「バイオリン教本」、兎束龍夫・鷲見三郎との共著「新しいバイオリン教本」などがある。
現在では教本の改訂のため、長女の功子がこのペンネームを継いでいる。
ヴァイオリン製作者陳昌鉉の自伝『海峡を渡るバイオリン』がテレビドラマ化された際（フジテレビ開局45周年企画文化庁芸術祭参加作品、2004年11月27日放映）に本人役を石坂浩二が演じた。

## 著書
- 篠崎バイオリン教本(1)(2)(3)(4) 改訂版（全音楽譜出版社）
- 新しいバイオリン教本(1)(2)(3)(4)(5)(6) （音楽之友社） 兎束龍夫、篠崎弘嗣、鷲見三郎